# 貝吉特
貝吉特 (日文：ベジット／英文：Vegito)日本漫畫作家鳥山明《七龍珠》原作漫畫，與後續的改編系列中登場的虛構人物。

## 人物
『七龍珠 大全集6』鳥山明談論東映動畫製作的觀點中，利用波特拉耳環創造了貝吉特是因為東映動畫已經設計完成悟基塔的電影。鳥山明「這樣子的話或許老界王神身上配戴的耳環可以拿來用」
貝吉特的日文原名ベジット的讀音可以拆解成「ベジー(Bege／貝基)、タ(tto／特)」是『貝吉達』與悟空的本名『卡洛特』的合稱。悟空和他的勁敵貝吉達為了對抗不斷吸收變強的魔人普烏，於是兩人決定使用「波特拉」合體誕生的戰士，擁有凌駕於梅達摩爾（日文：メタモル）的融合術所誕生的融合戰士，他壓倒性的力量是原作《七龍珠》角色中最強的戰士，他經常被拿來與東映動畫原創的《七龍珠》角色「悟基塔」比較，東映動畫官方則給出了]他們「實力一樣強」的簡介。

## 登場作品

### 原作及動畫
原作七龍珠·七龍珠Z·七龍珠改
在魔人普烏篇中，悟空為了擊敗魔人普烏，從這個世界中復活的悟空和貝吉達使用了老界王神的道具“波特拉”的合體。
在原作的版本中，完成波特拉合體後就立即變身超級賽亞人的狀態自稱“超級貝吉特”實力遠遠超越超級賽亞人3的孫悟空，一個人就能解決吸收孫悟飯後的魔人普烏根據老界王神「他們是最強的，因為他是悟空和貝吉達的合體。」。
在電視動畫節《七龍珠Z／七龍珠改》中，貝吉特對魔人普烏說過「不用變身我也能打敗你」，貝吉特以普通狀態與魔人普烏較量，他從頭到尾並沒有認真應戰就輕鬆贏過普烏，之後貝吉特也變身成為超級賽亞人後自稱“超級貝吉特”。
面對壓倒性的力量感到不耐煩的普烏試圖侵入貝吉特的身體，但是貝吉特用自己的力量阻止普烏的行動。後來因為魔人普烏氣炸了使用“Candy Beam（お菓子光線）”把貝吉特變成一顆咖啡糖。即使如此，貝吉特的力量絲毫沒有因成為咖啡糖有所改變，他利用嬌小的身軀將魔人普烏耍得團團轉後自稱“世界上最強的咖啡糖”。當貝吉特進入魔人普烏體內的時候，波特拉耳環的合體失效、變成原來的兩個人，悟空說著「也許是因為裡面的怪異空氣才使得合體泡湯」。
在那之後，與純粹的原始魔人普烏進行戰鬥之前，老界王神建議悟空他們再次利用波特拉合體。但悟空拒絕的說「這東西還是不太適合我們」貝吉達還聽了悟空的話後稱讚悟空「這才是賽亞人的作風」後把波特拉捏碎。這是在原作七龍珠漫畫唯一的一次的合體。
七龍珠超
在電視動畫《七龍珠超》故事是描述魔人普烏事件結束，當劇情進展到"未來"特南克斯篇的第66話中，超級賽亞人之神的超級賽亞人貝吉特登場，擁有神之力的他自稱「貝吉特Blue」可與扎馬斯打得難捨難分。在漫畫裡貝吉特完全輾壓扎馬斯，扎馬斯完全拿貝吉特沒轍，劇中人說著「貝吉特的實力甚至已經超越破壞神比魯斯」。
隨後貝吉特的波特拉合體解除了，第十宇宙的界王神格瓦斯解釋，如果是界王神以外的人進行波特拉合體，他只能維持一小時的時間，第七宇宙的老界王神和辛對這件事情毫不知情。格瓦斯發現由於某種原因，維持波特拉合體是因為能量消耗過快的關係，所以在短短不到一小時的時間就解除了。
七龍珠群雄
超級七龍珠群雄（宣傳動畫）
突入戰場的龍珠英雄們（戦いの場所へ突き進め ドラゴンボールヒーローズ）

### 電子遊戲
- 貝吉特在SUPER Famicom的《七龍珠Z HYPER DIMENSION》十個隱藏角色中的其中一個角色。
- PlayStation《七龍珠 FINAL BOUT》中的隱藏角色。
- PlayStation 2《七龍珠Z 武道會2》的獲得波特拉道具後，就能和體成為貝吉特。
- PlayStation Portable《七龍珠Z 真武道會》如果您在最後一戰中選擇貝吉特會直接進入結局。。
- PlayStation 3、Xbox 360《七龍珠 迅猛炸裂》在IF故事中的隱藏劇情與悟基塔競爭。
- 《七龍珠群雄》連同超級賽亞人2與3階的貝吉特也登場。
- 《超級七龍珠群雄》以貝吉特:Xeno（日文ベジット：ゼノ）遊戲原創角色登場。此外，在由官方YouTube帳戶《七龍珠英雄》發布的宣傳動畫中也以「最強的戰士　超級賽亞人4貝吉特!!」之稱登場[12]。

## 招式

### 原作
劍氣（気の剣）
連續氣功波（連続気功波）

### 動畫
龜派氣功波（かめはめ波）
悟空的必殺技，但是原作中貝吉特從未使用。電視動畫在《七龍珠Z》第272話使用。
瞬間移動
悟空的必殺技，但是原作中貝吉特從未使用。電視動畫在《七龍珠Z》第271話使用。
電視動畫在《七龍珠超》與合體札瑪斯對戰中使用。
大爆炸攻擊（ビッグ・バン・アタック）
貝吉達的必殺技，但是原作中貝吉特從未使用。電視動畫在《七龍珠Z》第270話。
最終龜派氣功波（ファイナルかめはめ波）
悟空「龜派氣功波」與貝吉達「最終閃光」融合技。電視動畫在《七龍珠超》與合體札瑪斯對戰中使用。
プロテクトオーラ
スピリッツソード

### 電子遊戲
吉力克砲（ギャリック砲）
貝吉達的招式，在遊戲中使用。
閃光大砲（ファイナルフラッシュ）
貝吉達的招式，在遊戲中使用。
スピリッツキャノン
遊戲原創的技。
サイキックウェーブ
遊戲原創的技。
サベージカウンター
遊戲原創的技。
スピリッツエクスカリバー
《七龍珠群雄》與《七龍珠Fighters Z》的原創招式。
ギャラクシースピリッツソード
《超級七龍珠群雄》的超級賽亞人4貝吉特:Xeno的原創招式。
ギャラクシーエターナルソード
《超級七龍珠群雄》的原創招式。超級賽亞人4貝吉特:Xeno限界突破状態時使用。
最終龜派氣功波（ファイナルかめはめ波）
在PlayStation平台遊戲《ドラゴンボール FINAL BOUT》。悟空「龜派氣功波」與貝吉達「閃光大砲」的融合技。

## 補充
- 貝吉特登場的前一週由集英社『週刊少年Jump』1995年8号掲載《七龍珠》其之五百三的最終次回預告中寫道『合体した悟空のウルトラ技がサク裂!!次号「ゴジータ誕生」』[15]。然而在《七龍珠》其之五百四「天下無敵的合體爸爸」他稱自己為貝吉特。